# Нгаурухоэ
Нгаурухо́э (англ. Mount Ngāuruhoe, маори ŋaːʉɾʉhɔɛ) — активный стратовулкан, находящийся в центральной части Северного острова Новой Зеландии. Это наиболее молодая и высокая постройка вулканического комплекса Тонгариро.
Продукты извержений вулкана представлены андезито-базальтовыми и андезитовыми разностями (54.2-58.6 wt% SiO2). Лавы содержат фенокристаллы плагиоклаза, ортопироксена, авгита и часто оливина.
Вулкан Нгаурухоэ примечателен тем, что был задействован в съёмках трилогии по роману Дж. Р. Р. Толкина «Властелин Колец» в качестве горы Ородруин.

## Строение
Высота конуса приблизительно 900 м, абсолютная высота — 2291 м над уровнем моря. Активный шлаковый конус с кратером шириной 150 м, образовавшийся в результате извержений 1954—1975 г. расположен внутри старого кратера шириной 400 м. Площадь вулкана порядка 15 км², объём — 2.2 km³. Возраст Нгаурухоэ — 2500 лет.
На склонах Нгаурухоэ выделяются более 60 лавовых и пирокластических потоков.

## Исторические извержения
Отмечено 61 извержение с 1839 г. Основные извержения Нгаурухоэ зафиксированы в 1870, 1949, 1954—1955 и 1973—1975 гг.

### Извержение 1870 г.
После 30 лет периодических пепловых извержений, 7 июля 1870 г. два лавовых потока излились вниз по северному сколу Нгаурухоэ. Общий объём этих лавовых потоков составляет примерно 870 000 м³.

#### Извержение 1948—1949 гг.
После 8-летнего периода покоя, в апреле-мае 1948 начался новый этап активности Нгаурухоэ. Извержение началось с пеплово-газового выброса, поднявшегося на высоту порядка 600 м и сопровождаемого взрывами, слышными на расстоянии до 8 км. Выбросы вулканического пепла и обломков пород продолжались с периодичностью в 2 дня. Высота эруптивной колонны достигала 3 км. Падения вулканических бомб (до 6 м в диаметре) отмечались в основном на северо-западном склоне вулкана.
В феврале 1949 начался основной 3-недельный этап извержения. По словам очевидцев события  кроме мощных взрывов, выбросов пепла и вулканических бомб, наблюдалось излияние потоков аа-лавы на северо-западном склоне вулкана. Излияние лавовых потоков началось примерно в 1:30 ночи 9 февраля. Объём изверженного материала оценивается в 340,000 м³.
В районе между 7 вечера и полночью 9 февраля лава перелилась через северо-западный край кратера и начала спускаться вниз по склону горы. Весьма незначительные объёмы вулканического пепла были извергнуты Нгаурухоэ, во время излияния лавовых потоков 1949 г., хотя отмечались выбросы крупных вулканических бомб. Объём лавовых потоков был оценён  в 575,000 м³.
Во время заключительного этапа (вплоть до конца февраля 1949 г.) наблюдались сильные эксплозивные извержения, эруптивная колонна поднимался до высоты 6,000 м . Извержения Нгаурухоэ 1948—1949 относят к вулканскому типу .

### Извержение 1954—1955
Извержение Нгаурухоэ 1954—1955 годов относят к стромболианскому типу. Оно началось с выбросов пепла и обломков пород 13 мая 1954 года, хотя раскаленная лава наблюдалась в кратере 5 месяцами ранее. В течение июня — сентября 1954 года внутри кратера вырос шлаковый конус. В течение 9 месяцев наблюдались пепловые извержение, высота эруптивной колонны достигала 1 км, а пепел и лапилии были найдены на расстоянии 65 км к северо-востоку от вулкана.
Кульминацией данного эпизода активности стало начавшиеся 4 июня излияние по крайне мере 10 лавовых потоков аа-лавы, спускающихся вниз по северо-западному склону горы. Лавовые потоки быстро изливались и достигали своей максимальной длины в течение 1—2 дней, скорость движения потоков достигала 300 м/ч. Наибольший лавовый поток (примерно 600 000 м³) излился 30 июня 1954 года. Общий объём лавовых потоков и шлакового конуса оценивается в 6 500 000 м³. Также было отмечено несколько пирокластических потоков.
В конце сентября интенсивность пепловых выбросов достигла максимума. После 2-месячного затишья вулканическая активность снова увеличивалась в течение декабря 1954 года — февраля 1955 года.
Последнее извержение было отмечено 10 марта 1955 года, но свечение над кратером наблюдалось до конца июня 1955 года. Увеличение парения наблюдались в декабре 1955 года, и извержение пепла происходили с 13 по 22 января 1956 года.

## Современная активность
Имеется фумарольная деятельность внутри активного кратера и на восточной кромке внешнего кратера. С июля 2006 года наблюдается увеличение сейсмической активности. Уровень вулканической опасности — 1.